# Archelaos (wódz Mitrydatesa VI z Pontu)
Archelaos (gr.  Αρχέλαος, Archélaos) – wódz króla Pontu Mitrydatesa VI Eupatora Dionizosa w czasie jego I wojny z Rzymem, potem stronnik Rzymian. Ojciec Archelaosa I, arcykapłana bogini (Enyo-Ma) w Komanie.

## Na służbie Mitrydatesa VI z Pontu
Archelaos był z pochodzenia mieszkańcem Kapadocji. Pierwszy raz pojawił się w r. 88 p.n.e., kiedy z bratem Neoptolemosem pełnił funkcję wodza armii króla Pontu Mitrydatesa VI Eupatora Dionizosa przeciwko Nikomedesowi IV Filopatorowi, królowi Bitynii i stronnikowi rzymskiemu. Na równinie nad rzeką Amnias, dopływem rzeki Halys w Paflagonii, doszło między nimi do walki. Wojska pontyjskie pokonały w niej króla Bitynii, który uciekł z resztkami do Paflagonii. Następnego roku Archelaos został wysłany przez Mitrydatesa z wielką flotą i armią do Grecji, gdzie miał pozyskać sprzymierzeńców lub siłą zdobyć miasta. Zdobył wyspę Delos, mordując ok. 20 tys. mieszkańców, w większości Italów, z powodu wierności Rzymianom. Zdobyte miejscowości przekazał Ateńczykom, zwolennikom Mitrydatesa, dzięki czemu doszło do sojuszu Aten z Pontem. Do niego przyłączyli się Achajowie, Lakończycy oraz Beocja oprócz Tespiów, których otoczył. Jednak pod Cheroneją, w Beocji, doszło do trzydniowej walki z Kwintusem Brecjuszem Surą, rzymskim legatem namiestnika Macedonii Gajusza Sencjusza Saturnina. Archelaos z Ateńczykiem Aristionem dzięki lakońskiej i achajskiej pomocy odepchnął Brecjusza do Pireusu. Ten później został otoczony i wzięty przez Archelaosa, przybywającego z flotą. Niebawem, Sulla, mianowany wodzem w wojnie z Mitrydatesem, wyruszył w stronę Attyki, by ją odbić z rąk Archelaosa. Po drodze przeszła na jego stronę Beocja, potem Teby. W Attyce część armii wysłał, by oblegałą Aristiona w Atenach, a sam z główną armią skierował się do Pireusu, gdzie był Archelaos ze swoimi ludźmi. Archelaos przebywał za murami zbudowanymi przez Peryklesa, znosząc długotrwałe oblężenie. Między nim a Sullą, dochodziło do ciężkich walk na murach. Wódz rzymski zrezygnował ze zdobywania go, ograniczając się tylko do oblegania. W tym czasie postanowił uderzyć na mury Aten, bowiem mieszkańcy cierpieli głód. W marcu 86 r. wtargnął do miasta, mordując jej mieszkańców oraz dokonując grabieży. Po jego zdobyciu z impetem zaatakował Pireus, gdzie dochodziło do zaciekłych walk. Archelaos wycofał się do najlepiej zabezpieczonej części Pireusu (Munichia), a stamtąd wyruszył na statku do Tesalii, gdzie gromadził wojsko w Termopilach. Sulla, po spaleniu twierdzy, wyruszył za nim. Archelaos dowodząc ok. 120 tys. armią, wyruszył w stronę Chalkis. Sulla widząc, że jego obóz koło Cheronei leży w niedogodnym miejscu, starł się z nim. Wiosną 86 r. doszło do zaciętej bitwy. Archelaos zdołał ujść, w Chalkis zebrał 10 tys. resztek swej armii. Sulla podążył z nim ku cieśninie Euripus. Archelaos płynął z wyspy na wyspę, pustosząc ich wybrzeża. Z Zakintos przypłynął ponownie do Chalkis. Mitrydates dowiadując się o klęsce, zaczął ponownie gromadzić armię w liczbie 80 tys. ludzi. Dorylaos poprowadził armię do Archelaosa. Sulla założył obóz pod Orchomenos naprzeciw Archelaosa. Jesienią br. doszło między nimi do bitwy, zwycięskiej dla Rzymian, w której zginął pasierb Archelaosa, Diogenes. Sam Archelaos ukrył się na bagnach i łódką dostał do Chalkis, gdzie zebrał resztki swych wojsk. Kiedy król Pontu dowiedział się o porażce kazał Archelaosowi uzyskać pokój na honorowych warunkach od Rzymian. W 85 r. spotkał się w tym celu z Sullą w Delion w Beocji, który mając braki wojskowe i finansowe zgodził się na rozmowy. Proponował mu także, by zdradził swego króla. Archelaos oburzył się na to. Po wstępnych rozmowach i wysłaniu gońców do króla, zaczął ściągać żołnierzy z różnych stron. Sulla w tym czasie najechał plemiona, które napadały na sąsiadującą Macedonię. Mitrydates zgodził się na warunki pokojowe. W sierpniu br. doszło między królem a Sullą do spotkania w Dardanos nad Hellespontem.

## Stronnik Rzymu
Pokój w Dardanos nie został ratyfikowany przez senat rzymski. W r.  83 p.n.e. został naruszony przez Lucjusza Licyniusza Murenę, legata Sulli w Azji, który dążył do wojny, mając do dyspozycji dwa legiony. Mitrydates VI Eupator w tym czasie gromadził wojska przeciw Bosporowi, co zaniepokoiło Rzym. W stosunku do Archelaosa nabrał podejrzeń z powodu ustępstw w czasie rokowań pokojowych na rzecz Sulli. Archelaos obawiając się kary, uciekł do Mureny, którego przekonał do zaatakowania króla Pontu. Murena wpadł przez Kapadocję do Komany, grabiąc ją. Mitrydates wysłał do Rzymu posłów ze skargą na niego. Nic to nie przyniosło. Pokonał jednak Murenę w bitwie nad rzeką Halys. Archelaos od czasu przejścia na stronę wroga, nie jest więcej wspominany w historii, ale kilku pisarzy podaje, że był zaszczycony przez senat rzymski.